# L字カーブ
L字カーブ（えるじかーぶ）とは、労働分野において、女性の年齢階級別の正規雇用労働者比率を示す指標を表す語である。グラフ化した時のその形がアルファベットの「L」の字の形に似た曲線を描くことから名付けられた。
公文書における「L字カーブ」の初出は、2020年7月の政府の有識者懇談会「選択する未来2.0」の中間報告においてである。同懇談会は、2014年に経済財政諮問会議の下に専門調査会として設けられた「選択する未来」委員会が取りまとめた報告「未来への選択」が取りまとめた以下の提言等の実施状況を検証するために開催されたが、結論として2020年においてこれらの取り組みはいまだ達成できていないとした。
- 50年後においても1億人程度の規模を有し、安定した人口構造を保持する
- 少子化・人口減少の克服
- 生産性の飛躍的向上
- 地域の再生

女性の就業状況を示す指標として長年注目されてきたのは、30歳代の出産・育児期に女性の労働力率が落ち込み、子育てが一段落した40歳代で再上昇する「M字カーブ」であった。女性の継続就業を阻む壁の解消が課題とされてきたが、働く女性の増加でM字の谷が浅くなり、M字カーブは解消されつつある。代わって登場したのがL字カーブである。正規雇用で働く女性の比率を年齢階級別にみると、学校卒業後20歳代でピークに達し、その後一貫して下がり続ける。これをグラフに表すと、「へ」の字形のカーブが表れる。これを左に90度回転させてアルファベットの「L」にしている。「L字カーブ」とはこのグラフの形態を指し、女性の就業状況の特徴を表している。
L字カーブが示すのは、女性の働き方は依然として、フルタイムの正規雇用とパートタイムの非正規雇用に二極化しており、働き方の選択肢も不十分であることから、女性労働者は出産後、非正規雇用の選択肢しか事実上残されていないという現実である。非正規が多い中、子どものいる女性が離婚した場合は貧困問題も生じる。こうした中でパートタイム労働者が就労時間を調整する動きも引き続きみられる。
L字カーブや就業調整の解消に向けて、正社員に加え、短時間勤務の限定正社員等の選択肢を拡大し、女性の出産後の継続就業率を高めることが求められる。政府はキャリアアップ助成金等で女性の正規化を重点的に支援するとともに、年齢階層別の女性の正規職員の割合を含め、企業等による取組実績の開示内容を拡充すべきである、と有識者懇談会は指摘し、こうした提言は政府の「経済財政運営と改革の基本方針2020」（「骨太の方針2020」）にも示され、「L字カーブの解消に向け、継続就業率の新たな目標の実現に向けた取組を推進する」「女性の正規化を重点的に支援する」「就業調整の解消や女性に集中する子育ての負担の軽減に取り組む」「配偶者の出産直後の男性の休業を促進する枠組みの検討など、男性の育児休業取得を一層強力に促進する」等が政府の方針に盛り込まれた。